# NGC 1017
NGC 1017 is een spiraalvormig sterrenstelsel in het sterrenbeeld Walvis. Het hemelobject werd op 29 september 1886 ontdekt door de Amerikaanse astronoom Lewis A. Swift.

## Synoniemen
- PGC 9964
- MCG -2-7-47
- KUG 0235-112B